# Alois Mühlbacher
Alois Mühlbacher (* 13. Juli 1995 in Hinterstoder, Oberösterreich) ist ein österreichischer Sänger im Stimmfach Countertenor, der bereits als Knabensopran international Bekanntheit erlangt hatte.

## Ausbildung
Mühlbacher entstammt einer Gastronomiefamilie aus Hinterstoder in Oberösterreich. Er besuchte die Volksschule in Hinterstoder und erhielt seine erste musikalische Ausbildung bei den St. Florianer Sängerknaben.
Danach absolvierte er ein Schauspielstudium in Linz und studierte Sologesang an der Musik und Kunst Privatuniversität der Stadt Wien bei Uta Schwabe und an der Royal Academy of Music in London bei Michael Chance.
Er war Sima-Stipendiat und schloss alle Studien mit Auszeichnung ab.

## Karriere als Knabensopran
Mühlbacher fand bereits als Knabensolist international Anerkennung. So sang er unter anderem bereits mit 14 Jahren unter René Jacobs in einer Aufführung der Zauberflöte in der Philharmonie Berlin. Mit 15 Jahren hatte er mehrfach Engagements an der Wiener Staatsoper, darunter als junger Hirte in Richard Wagners Oper Tannhäuser unter der Leitung von Franz Welser-Möst und als Oberto in Georg Friedrich Händels Oper Alcina unter der Leitung von Marc Minkowski, was von der Presse gefeiert wurde unter anderem mit „ungeteilte Freude bereitet der Florianer Sängerknabe Alois Mühlbacher als Oberto. Sicher singend und voll Spielfreude“.
Er war im Salzburger Festspielhaus, in der Berliner Philharmonie, in der Konzerthalle Salle Pleyel in Paris, beim Festival Aix en Provence, und in Tokio zu Gast und seine Auftritte wurden von ORF und ARTE dokumentiert. Auch seine Auftritte bei Christmas in Vienna machten ihn über die Landesgrenzen hinaus bekannt. Seine erste Solo-CD als Knabensopran war Alois Unerhört. Darin präsentierte er virtuose Arien aus dem Koloratursopran-Repertoire wie die Arie der Königin der Nacht aus der Zauberflöte und die Arie der Zerbinetta aus Ariadne auf Naxos von Richard Strauss. Während seiner Sängerknaben-Zeit veröffentlichte er vier Solo-Alben, die jeweils am Klavier von seinem Lehrer und Mentor Franz Farnberger begleitet wurden.

## Karriere als Countertenor
Seit der sehr späten Mutation seiner Stimme setzt er seine Karriere als Countertenor fort, hat jedoch auch eine Bassbariton-Stimme entwickelt. Er stand als Countertenor u. a. bei der Eröffnungsgala des Opernhauses Wladiwostok, beim Silvesterkonzert des Mozarteum-Orchesters im Festspielhaus Salzburg oder im Musikverein Wien als Solist in großen geistlichen Vokalwerken von Johann Sebastian Bach und Georg Friedrich Händel auf der Bühne. Gastspiele mit der Wiener Akademie unter Martin Haselböck führten ihn nach München, Los Angeles, Mexiko und Madrid.
Mit der Blockflötistin und Dirigentin Dorothee Oberlinger arbeitet Mühlbacher regelmäßig zusammen. Als Amyntas in Telemanns Pastorelle en musique gastierte er bei den Telemann-Festtagen in Magdeburg, den Musikfestspielen Potsdam Sanssouci, den Innsbrucker Festwochen der Alten Musik und Musica Bayreuth. Im Soloprogramm Grand Tour konzertierten Oberlinger und ihr Ensemble 1700 gemeinsam mit Alois Mühlbacher beim Winter in Schwetzingen und beim Festival RheinVokal.
Im Jahr 2024 debütierte Mühlbacher als Disinganno in Händels Oratorium Il trionfo del Tempo e del Disinganno beim Eröffnungskonzert des Alte Musik Festivals in Knechtsteden und in Sizilien. Unter der Leitung von Alfredo Bernardini war er in der Titelrolle im Oratorium Assalonne von Caldara in Salzburg zu hören. Am Landestheater Linz war Mühlbacher in der Uraufführung von Gisle Kverndokks Fanny und Alexander nach dem gleichnamigen Film von Ingmar Bergman als Ismael zu erleben, im Musiktheater Linz als Eustazio in Händels Rinaldo.
2023 debütierte er im Künstlerhaus in München, sang ein Farinelli-Recital beim Festival de Sintra in Portugal, Bachkantaten mit der Wiener Akademie im Wiener Musikverein und war auf einer Tournee in Paris, Bordeaux, Madrid, Hamburg und Valencia erneut als Oberto in Händels Alcina mit Les Musiciens du Louvre unter Marc Minkowski zu erleben. In dieser Oper feierte er 2024 auch sein Debüt an der Mailänder Scala. An der Seite des Geigers Dimitris Karakantas debütierte Mühlbacher mit einem Vivaldi-Recital am Opernhaus in Vilnius/Litauen.
Eine lange Zusammenarbeit verbindet ihn mit dem Ensemble Ars Antiqua Austria und Gunar Letzbor mit Konzerten u. a. beim Festival für Alte Musik Utrecht und bei den Resonanzen im Wiener Konzerthaus. 2024 erschien eine gemeinsame CD mit Kantaten von Antonio Maria Bononcini, über die das Magazin concerti schrieb: „Tongebung, Gestaltung und Koloratur-Begabung dieses Peter Pan unter den Countertenören sind verblüffend.“ Als Liedsänger legte er mit seinem Klavierpartner Franz Farnberger die Einspielung Urlicht mit Liedern von Mahler und Strauss vor, die 2023 in drei Kategorien für den Opus Klassik nominiert wurde.
Im Sommer 2023 gründeten Franz Farnberger und Alois Mühlbacher das Ensemble PALLIDOR, ein Spezialisten-Ensemble für Alte Musik.
2024 übernahm er die künstlerische Leitung des Barock Festivals St. Pölten, das er mit dem Motto „Das Wüten der Welt“ eröffnete.
Alois Mühlbacher lebt in Wien.

## Diskographie
Aufnahmen als Knabensopran
- 2010, Alois Unerhört (Preiser Records)
- 2011, Georg Friedrich Händel: Alcina (Marc Minkowski, Les Musiciens du Louvre)
- 2011, Alois – Um Mitternacht (Preiser Records)
- 2012, Alois und Christoph, Florian, Karsten (Preiser Records)
- 2012, Alois – Von Hirten und Engeln (Preiser Records)

Aufnahmen als Countertenor
- 2020, Antonio Vivaldi: Nisi Dominus und Giovanni Battista Pergolesi: Stabat mater mit Christian Ziemski und dem Ensemble Scaramouche (Preiser Records)
- 2021, Urlicht (Alois Mühlbacher, Franz Farnberger) (ARS-Produktion)
- 2022, Georg Philipp Telemann: Pastorelle en musique (Sony)
- 2024, Georg Friedrich Händel: Alcina mit Marc Minkowski und Les Musiciens du Louvre (Pentatone)
- 2024, Antonio Bononcini: Cantate per contralto con violini (Challenge)